# Донка Шпичек
Донка Шпичек (Београд, 6. децембар 1933 — Београд, 9. јул 2016) била је српска и југословенска новинарка и дугогодишња уредница програма за децу и младе ТВ Београда. Основала је Радост Европе. Њен легат део је Удружења за културу, уметност и међународну сарадњу „Адлигат”.

## Биографија
Рођена је 1933. године у Београду, где је завршила музичку школу и гимназију на Бановом брду и дипломирала руски језик и књижевност на Вишој педагошкој школи у Београду и продукцију на ФДУ. Радила је као наставник у Основној школи „Ђорђе Крстић” у Београду. Била је одличан ђак и студент и учествовала је на радним акцијама.
Била је главни и одговорни уредник Редакције Сусрети Четвртком - познате трибине за мале Београђане.
Према њеној идеји настала је манифестација „Радост Европе” која је окупљала децу из свих крајева Старог континента. Била је уредница редакције за децу и младе у Телевизији Београд у време када се у њеној продукцији снимљене серије „Сиви дом” и „Заборављени”. Уз њене серије као и програме за децу и младе, као и уз чувено „Лаку ноћ децо”, одрастале су многе генерације.
Била је члан радне групе Програма за децу и младе Евровизије као представник југословенске радио-телевизије од 1982. до 1990. године.
Радила је као оперативни директор Позоришта Бошко Буха од 1998. до 2008. године. Захваљујући Дечјем културном центру, обновила је музички фестивал „Дечје београдско пролеће” који је после 20 година одржан у априлу ове године.
Преминула је 9. јула 2016. године у 83. години. Сахрањена је у Алеји заслужних грађана на Новом гробљу у Београду

## Награде и признања
Поред бројних признања и награда издвајају се признања и плакете УНИЦЕФ-а, Ордена осмеха (који додељују деца Пољске одраслим ствараоцима за децу).
Добитник је награда: „Златни беочуг Београда” (када се додељивао само једном појединцу 1972. године), „Змајева награда”, међународна награда „Грозданин кикот” за вишедеценијски рад на пољу уметности и едукације деце и младих 2009. године.
Добила је и Међународно фестивалско признање „Мали принц” за 2012. годину, награда се додељује за изузетан дугогодишњи допринос развоју културе и сценске уметности за децу. Ову награду додељује Савет Међународног фестивала позоришта за децу у Суботици.
Добитница је признања „Звезда међу звездама” 2015. године које додељује Савет фестивала Позориште Звездариште.
Одликована је Сребрном медаљом председника Републике Србије Томислава Николића за заслуге у јавној и културној делатности, нарочито у несебичној промоцији стваралаштва деце и за децу.
Дечји културни центар Београда именовао је једну од сала „Донка Шпичек”.

## Легат Донке Шпичек
Њен брат Милан Д. Шпичек је њену заоставштину предао Удружењу за културу, уметност и међународну сарадњу „Адлигат”, чиме је формиран легат Донке Шпичек. У легату се налази низ Донкиних награда, укључујући и плакету УНИЦЕФ-а и Орден осмеха, који додељују деца Пољске одраслим ствараоцима за децу. Поред неколико награда, у оквиру легату се налазе лична документа, предмети, ВХС касете, ДВД филмови и публикације.